# Licang
Der Stadtbezirk Licang (chinesisch 李沧区, Pinyin Lǐcāng Qū) ist ein Stadtbezirk in der chinesischen Provinz Shandong. Er gehört zum Verwaltungsgebiet der bezirksfreien Stadt Qingdao. Licang hat eine Fläche von 98 km² und 512.389 Einwohner (Stand: Zensus 2010).

## Administrative Gliederung
Auf Gemeindeebene setzt sich der Stadtbezirk aus elf Straßenvierteln zusammen. 